# Jižní Korea na Letních olympijských hrách 1964

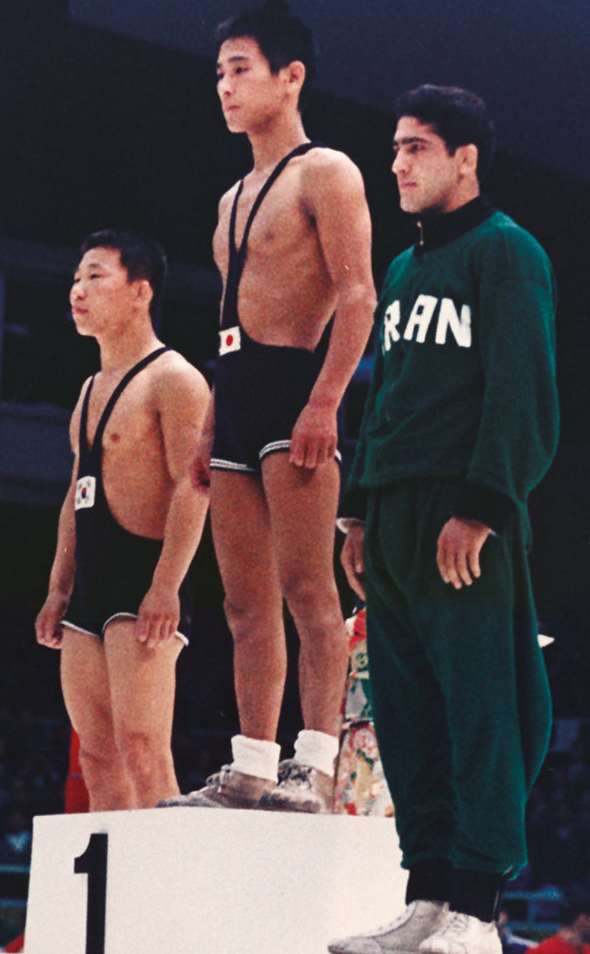
Korejský sportovec na stupních vítězů, na obrázku v pozadí.

Jižní Koreu na Letních olympijských hrách v roce 1964 v japonském Tokiu reprezentovala výprava 154 sportovců (128 mužů a 26 žen) v 17 sportech.

## Medailisté
| Medaile | Jméno           | Sport | Soutěž                       |
| ------- | --------------- | ----- | ---------------------------- |
| Stříbro | Chung Shin-Cho  | Box   | Muži váha bantamová do 54 kg |
| Stříbro | Chang Chang-Sun | Zápas | muži, volný styl do 52 kg    |
| Bronz   | Kim Eui-Tae     | Judo  | Muži 80 kg                   |